# Kizugawa
Kizugawa (木津川市, Kizugawa-shi) est une ville située dans la préfecture de Kyoto, sur l'île de Honshū, au Japon.

## Toponymie
Le toponyme « Kizugawa » correspond au nom du cours d'eau qui traverse la ville : la rivière Kizu, un affluent du fleuve Yodo.

## Géographie

### Situation
Kitsuki est située dans le sud de la préfecture de Kyoto.

### Démographie
En avril 2024, la population de Kizugawa s'élevait à 79 528 habitants, répartis sur une superficie de 85,12 km2.

## Histoire
À l'époque de Nara, l'empereur Shōmu a déplacé la capitale de Heijō-kyō à Kuni-kyō sur le territoire actuel de Kizugawa. Kuni-kyō a été capitale pendant cinq ans de 740 à 744. Ses ruines se trouvent dans le nord de la ville.
La ville moderne de Kizugawa a été créée le 12 mars 2007 à partir de la fusion des anciens bourgs de Kamo, Kizu et Yamashiro.

## Culture locale et patrimoine
- Jōruri-ji
- Ruines de Kuni-kyō

## Transports
La ville est desservie par les lignes Nara, Yamatoji et Katamachi de la JR West. La gare de Kizu est la principale gare de la ville.

## Jumelages
Kizugawa est jumelée avec
- Santa Monica (États-Unis),
- Kyōtango (Japon).